# Esthlogena foveolata
Esthlogena foveolata är en skalbaggsart som beskrevs av Aurivillius 1920. Esthlogena foveolata ingår i släktet Esthlogena och familjen långhorningar. Inga underarter finns listade i Catalogue of Life.